# 1864 au Nouveau-Brunswick
Chronologie du Nouveau-Brunswick
- 1860
- 1861
- 1862
- 1863
- 1864
- 1865
- 1866
- 1867
- 1868

Cette page concerne les événements survenus en 1864 dans la colonie du Nouveau-Brunswick.

## Événements
- 10 octobre : fondation du Collège Saint-Joseph à Memramcook.

## Naissances
- Nazaire Dugas, architecte.
- 19 février : William Francis Ganong,  botaniste, cartographe et historien.
- 11 mai : Thomas Jean Bourque, député et sénateur.
- 9 novembre : James Alexander Murray, premier ministre du Nouveau-Brunswick.
- 29 novembre : William Albert Mott, député

## Décès
- 8 mai : William Botsford, député